# Спенсер, Фил
Фил Спе́нсер (англ. Phil Spencer, род. 1968, Риджфилд, Вашингтон) — американский топ-менеджер, генеральный директор Microsoft Gaming — подразделения компании Microsoft, занимающегося разработкой компьютерных игр и игровых приставок.

## Биография
Спенсер вырос в городке Риджфилд, штат Вашингтон, где закончил среднюю школу. По воспоминаниям Спенсера, любовь к новым технологиям ему привил отец — инженер-химик; благодаря отцу в семье появился компьютер Sinclair ZX81, на котором Спенсер с отцом играли и программировали. Одна из его первых работ в юности была связана с электроникой — он работал в магазине под названием Computer Mart. Спенсер учился по специальности коммуникации в сфере науки и техники в Вашингтонском университете; он продолжал программировать в качестве хобби, уже на компьютере Atari ST. В 1988 году, когда Спенсер учился на втором курсе, один из его знакомых посоветовал Спенсеру пройти летнюю практику в компании Microsoft — в то время развивающейся и испытывающей острую потребность в программистах. Эту практику Спенсер проходил в «группе CD-ROM» — подразделении, занимающемся мультимедийными продуктами; туда же он устроился уже на полноценную работу после того, как получил степень бакалавра.
За время работы в компании он сменил ряд технических ролей: возглавлял разработку первых выходящих на CD программ Microsoft (таких как Encarta), руководил разработкой Microsoft Money, и был главным менеджером онлайн- и офлайн- продуктов Microsoft, включая Microsoft Works и Microsoft Picture It!. В 2000 году, выпустив собственную игровую приставку Xbox, Microsoft учредила и подразделение по разработке игр для неё — Microsoft Games, позднее Microsoft Game Studios и ещё позднее Xbox Game Studios. Спенсер присоединился к нему по приглашению вице-президента Эда Фрайза, возглавив одну из внутренних студий — Studio X.
Спенсер работал в качестве главного менеджера Microsoft Game Studios по региону EMEA — эта должность подразумевала взаимодействие с европейскими разработчиками компьютерных игр, и в 2007 году Спенсер возглавил офис в британском Рединге. В 2008 году он стал уже главным менеджером Microsoft Studios. Он принимает участие во всех выставках Microsoft на E3 с 2010 года.
В конце марта 2014 года глава Microsoft Сатья Наделла объявил, что Спенсер будет «возглавлять команды Xbox, Xbox Live, Groove Music и Movies & TV, а также Microsoft Studios». В сентябре 2017 года Спенсер был в очередной раз повышен и получил должность исполнительного вице-президента игрового направления компании. С этого момента он был подчинён уже напрямую руководителю компании Сатье Наделле. Должность Спенсера часто упоминалась в прессе как просто «глава Xbox».
С тех пор как Спенсер возглавил Xbox и игровое подразделение, он выступал за кроссплатформенную игру, а также запустил такие ключевые инициативы, как восстановление обратной совместимости платформы Xbox, покупка Mojang и Bethesda, дальнейшее развитие и поддержка Minecraft, внедрение Xbox Game Pass, запуск адаптивного контроллера Xbox, повышенное внимание к играм на ПК, поддержка Nintendo Switch, запуск xCloud и увеличение числа внутренних студий-разработчиков.
В январе 2022 года, одновременно с анонсом приобретения компанией Microsoft компании Activision Blizzard, Спенсер был переведен на должность CEO Microsoft Gaming. В этом же году Спенсер стал лауреатом премии Академия интерактивных искусств и наук Lifetime Achievement Award за достижения в игровой индустрии; вручение этой премии должно пройти на церемонии D.I.C.E. Awards в феврале 2022 года.
Спенсер — увлечённый геймер, временами играющий в игры даже в рабочее время — ещё в 1990-х годах коллеги ловили его на игре в Ultima Online прямо в офисе. В 2020 году Спенсер признавался в подкасте с другим сотрудником Microsoft Ларри Грибом, что играл на приставке прямо во время рабочих видеоконференций в Microsoft Teams. В последние годы чаще всего Спенсер играл в Destiny 2. Помимо компьютерных игр, Спенсер также играет в гольф. У него есть жена, с которой он встречался ещё в школе, и две взрослые дочери. В Рунете Спенсер является популярным персонажем мемов.